# Баба, Хоми Джехангир
Хоми Джехангир Баба (хинди होमी जहांगीर भाभा, англ. Homi Jehangir Bhabha; 30 октября 1909, Бомбей, Индия — 24 января 1966, Монблан, Франция) — индийский физик, сыгравший значительную роль в развитии индийской атомной науки, техники и ядерной программы. Член ряда научных обществ и академий наук, в том числе Лондонского королевского общества (1941).

## Биография
Баба учился в Кембриджском университете, который окончил в 1930 году. Научную работу начал под руководством Ральфа Фаулера. В 1940—1945 годах работал в Индийском научном институте в Бангалоре, с 1942 года — в должности профессора. В 1945 году стал инициатором создания и первым руководителем Института фундаментальных исследований Тата в Бомбее. Баба стал председателем Комитета по атомной энергии Индии (с 1947) и директором Атомного центра Тромбей (с 1957), который он также основал.
Баба также являлся крупным общественным деятелем. Он был председателем на первой конференции по мирному использованию атомной энергии в Женеве в 1955 году. 13—14 сентября 1955 года гостил в Запорожье: осмотрел Днепрогэс, «Запорожсталь».
Кроме того, он несколько лет (1960—1963) возглавлял Президиум Международного союза чистой и прикладной физики (IUPAP), а также являлся членом Научно-консультативного совета МАГАТЭ.
Погиб в результате катастрофы самолёта Boeing 707, на котором направлялся на очередное заседание совета МАГАТЭ. Высказывались предположения, подтверждаемые бывшим оперативником американских спецслужб Робертом Кроули, что причиной этой авиакатастрофой могли быть действия ЦРУ, имевшие целью замедлить развитие индийской ядерной программы.

## Научная деятельность
Баба создал ряд научных трудов в области физики космических лучей, теории мезонов и частиц с высшими спинами, ядерной физики. В своей работе 1935 года он впервые вычислил сечение электрон-позитронного рассеяния. Позднее электрон-позитронное рассеяние в рамках квантовой электродинамики получило название «Баба-рассеяние» в честь его вклада в эту область.
В 1937 году Баба совместно с Вальтером Гайтлером разработал каскадную теорию электронных ливней в космических лучах. Он первым обнаружил и показал, что движущийся мезон имеет большее время жизни, чем покоящийся мезон, что полностью согласовалось с выводами специальной теории относительности о «замедлении времени».

## Награды
- Премия Адамса (1942)
- Премия Гопкинса (1948)

## Основные работы
Баба является автором более 60 статей в научных журналах, среди которых:
- H. J. Bhabha, W. Heitler. The Passage of Fast Electrons and the Theory of Cosmic Showers (недоступная ссылка — история) // Proc. R. Soc. Lond. A. — 1937. — Т. 159. — С. 432—458.
- H. J. Bhabha. On the Penetrating Component of Cosmic Radiation (недоступная ссылка — история) // Proc. R. Soc. Lond. A. — 1938. — Т. 164. — С. 257—294.
- H. J. Bhabha. On the Theory of Heavy Electrons and Nuclear Forces // Proc. R. Soc. Lond. A. — 1938. — Т. 166. — С. 501—528. Архивировано 4 марта 2016 года.
- H. J. Bhabha, S. K. Chakrabarty. Calculations on the cascade theory with collision loss (недоступная ссылка — история) // Proc. Ind. Acad. Sci. A (Proc. Math. Sci.). — 1942. — Т. 15, № 6. — С. 464—476.
- H. J. Bhabha. Relativistic Wave Equations for the Elementary Particles // Reviews of Modern Physics. — 1945. — Т. 17, № 2—3. — С. 200—216.
- H. J. Bhabha, S. K. Chakrabarty. Further Calculations on the Cascade Theory // Physical Review. — 1948. — Т. 74, № 10. — С. 1352—1363.
- H. J. Bhabha. On the Postulational Basis of the Theory of Elementary Particles // Reviews of Modern Physics. — 1949. — Т. 21, № 3. — С. 451—462.
- H. J. Bhabha. An equation for a particle with two mass states and positive charge density // Philosophical Magazine Series 7. — 1952. — Т. 43, № 336. — С. 33—47.